# 이채운
이채운(2006년 4월 11일~)은 대한민국의 스노보드 선수로 주 종목은 하프파이프이다. 
2022년 중화인민공화국 베이징에서 열린 2022년 동계 올림픽에 참가했으며, 해당 대회에 출전한 전체 남자 선수 중 가장 어린 선수였다. 
2023년 만 16세의 나이로 2023년 세계 선수권 대회에서 우승하면서 역대 최연소 세계 선수권 대회 우승 선수가 되었다.